# Vražji otok (1960.)
Vražji otok je hrvatski dramski televizijski film koji je režirao Ivan Hetrich, dok je scenarist bio Ivo Stivičić. Radi se o televiziskoj adaptaciji prema istoimenoj noveli Miroslava Krleže.
Premijerno je prikazana 27. travnja 1960. na Televiziji Zagreb.

## Radnja
Radnja je temeljem Krležinog teksta smještena u zatvorski ambijent prepun intenzivnih sukoba, gdje atmosfera i napetost imaju primarnu ulogu. Iako drama nema klasično zaokruženu radnju, odlikuje se snažnom emocionalnom tenzijom i karnevalskim okvirom koji dodatno naglašava društvenu kritiku i unutarnje psihološke konflikte likova.

## Glumačka postava
- Ivan Šubić kao Gavro Gavran
- Adem Ćejvan
- Sanda Langerholz
- Joža Gregorin
- Pavle Bogdanović
- Jovan Ličina
- Jozo Martinčević

## Produkcija
Prema pisanju Mire Boglić u Vjesniku, Štivičić je u adaptaciji nastojao što vjernije slijediti Krležin original, što je uvjetovalo dužinu emisije (dvostruko dulju od uobičajene), veću brojnost dijaloga i upotrebu retrospektivnih scena. To je predstavljalo određeno opterećenje za televizijski tretman te su bile potrebne veće intervencije u tekst kako bi se približio televizijskom izrazu.
Redatelj Ivan Hetrich pokušao je vizualno riješiti zahtjevne sekvence filmskim jezikom, no, prema kritici, neke su scene ipak ostale „mimoiđene“, odnosno teško razumljive gledatelju koji nije bio upoznat s prijašnjim zbivanjima u drami.

## Kritike
Kritike su bile podijeljene. Neki su zamjerali „naglašenu realistiku interpretaciju“ te „pretjeranu glumu“ i „preglasne zvučne ilustracije“, dok su drugi naglašavali uspjeh realizacije i bogatstvo jezika kojim se uspjelo prenijeti specifičnost Krležinog izraza na televizijski medij.
U Radio televiziji je objavljen tekst u kojem se navodi kako je riječ o prvoj televizijskoj adaptaciji jednog Krležinog djela, koje je, unatoč kompleksnosti, uspješno preneseno na ekran. Ivo Štivičić i glumačka postava uspjeli su prenijeti dramatiku i atmosferu originala, a Hetrich je pohvaljen zbog svog televizijskog senzibiliteta.

## Vanjske poveznice
- Vražji otok u internetskoj bazi filmova IMDb-a